# Новиков, Лаврентий Лаврентьевич
Лавре́нтий Лавре́нтьевич Но́виков (англ. Laurent Novikoff; 24 июля 1888, Москва — 18 июля 1956, New Buffalo, Мичиган) — русский и американский артист балета, балетмейстер

 и балетный педагог

. Обладал выразительной внешностью, драматическим дарованием. Его танец отличался безупречной формой и благородством.

## Биография
В 1906 году окончил Московское хореографическое училище, до 1912 года выступал в Большом театре. В 1908 году дебютировал в балете «Конёк-Горбунок» в роли Мутчи. Среди других партий: Арлекин («Фея кукол»), Принц («Волшебное зеркало» Корещенко), Дезире и Голубая птица («Спящая красавица»), Базиль («Дон Кихот») и др.

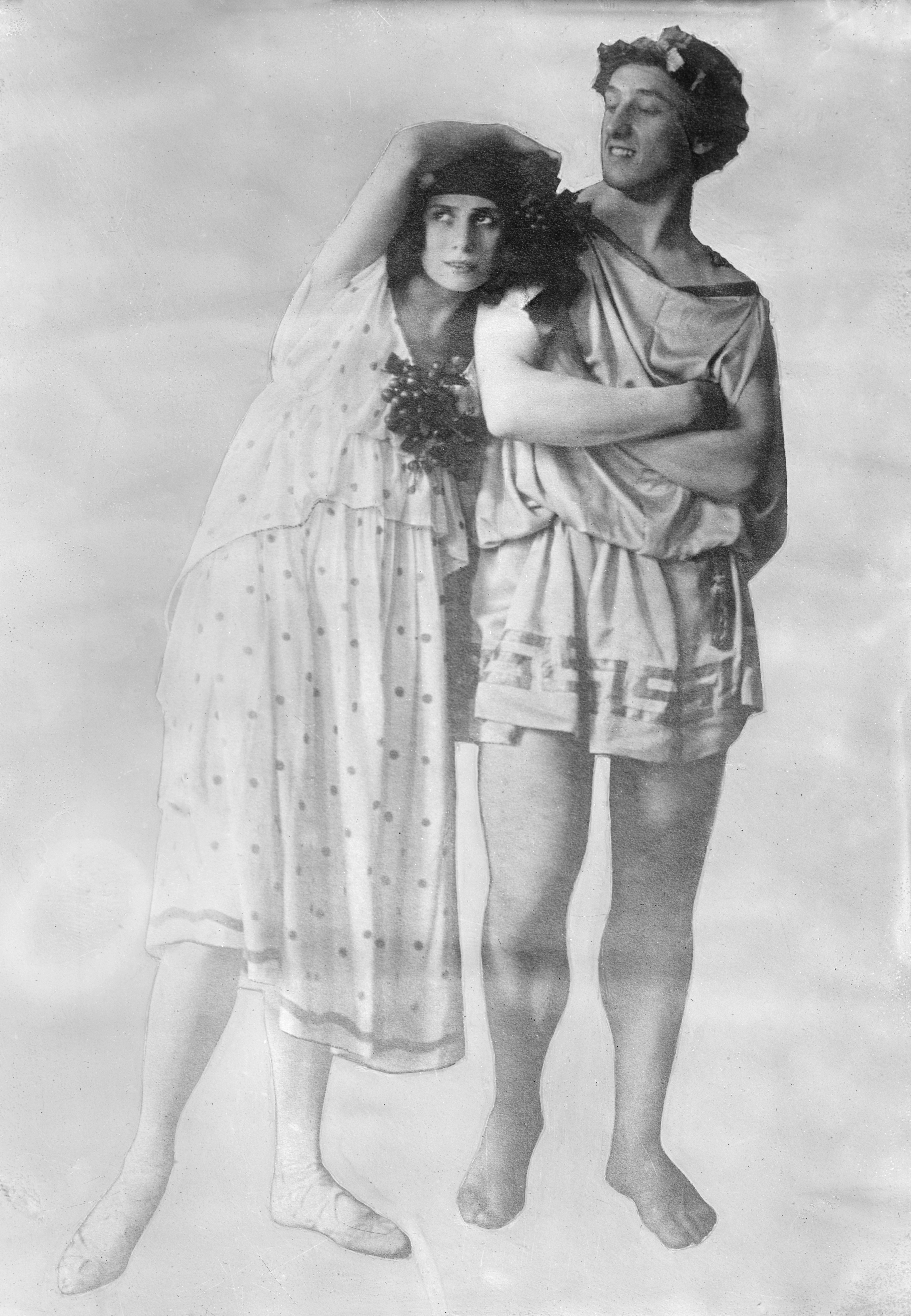
Русский балет в Берлине — Анна Павлова и Лаврентий Новиков, около 1913 г.

В 1909 году участвовал в «Русских сезонах» за границей. С 1912 года выступал как партнёр Анны Павловой в Лондонe и США. В 1914 году вернулся в Большой театр.
После Октябрьской революции работал как балетмейстер. В 1918 году поставил в театре «Аквариум» «Нарцисс» Черепнина, в котором исполнял главную партию.
Эмигрировал, в 1919—1921 годах вновь работал в труппе Русский балет Дягилева; танцевал в балетах «Сильфиды» и «Петрушка».
В 1921—1928 годах танцовщик и балетмейстер в труппе Павловой, в 1929—1941 годах в балетной труппе Чикагской оперы (США), в 1941—1945 годах был балетмейстером «Метрополитен-опера» (Нью-Йорк). В 1945 году оставил сцену и основал собственную балетную школу в г. Нью-Баффало (штат Мичиган), где преподавал до конца жизни.